# Berthold Ruppel
Berthold Ruppel, né à une date inconnue du XVe siècle, probablement à Hanau en Hesse, et mort avant le 12 mars 1495 à Bâle, est un imprimeur d'incunables d'origine allemande devenu bâlois.

## Biographie
Un compagnon de Johannes Gutenberg nommé Bechtold von Hanauwe et Berthold Ruppel, mentionné en 1455, sont probablement une seule et même personne. On sait que Berthold Ruppel est l'imprimeur d'une bible latine (GW 4207) à Bâle vers 1468, et l'on suppose par conséquent que c'est lui qui a introduit l'imprimerie dans cette ville. Il se pourrait aussi qu'il soit celui qui a apporté avec lui de Mayence les caractères du Psautier de Mayence de 1457, qui ont été utilisés à Bâle après 1473 pour imprimer le Missale speciale (anciennement Constantiense). On lui attribue au total 21 impressions, la plupart sur des sujets théologiques ou de droit canonique. Cinq autres ont été créés en collaboration avec Michael Wenssler et Bernhard Richel.
Berthold Ruppel était marié à une certaine Magdalena depuis au moins 1475 et a eu une fille avec elle. En 1477, il acquiert la citoyenneté bâloise. Ruppel est mentionné vivant pour la dernière fois le 4 mars 1494. Le 12 mars 1495, son épouse Magdalena est déclarée veuve.